# David Durenberger
David Ferdinand Durenberger, född 19 augusti 1934 i St. Cloud i Minnesota, död 31 januari 2023 i Saint Paul i Minnesota, var en amerikansk republikansk politiker. Han representerade delstaten Minnesota i USA:s senat 8 november 1978–3 januari 1995.

## Biografi
David Durenberger avlade 1955 grundexamen vid St. John's University i Collegeville i Minnesota. Fyra år senare avlade han juristexamen vid University of Minnesota Law School och inledde sin karriär som advokat i Saint Paul efter avklarad bar exam.
Senator Hubert H. Humphrey avled 1978 och änkan Muriel Humphrey utnämndes som hans efterträdare fram till fyllnadsvalet senare samma år. Hon ställde inte upp i det valet och Durenberger vann lätt mot demokraten Bob Short. I 1982 års kongressval vann Durenberger en sexårig mandatperiod med 53 % av rösterna mot 47 % för Mark Dayton. Sex år senare besegrade Durenberger Hubert H. "Skip" Humphrey III för ytterligare en mandatperiod i senaten.
År 1984 utnämndes han till hedersdoktor vid St. Olaf College.
Senaten fattade 1990 enhälligt ett beslut om att tillrättavisa Durenberger för oetiskt agerande i samband med hans extra inkomster. Han fråntogs sedan sin licens att arbeta som advokat (disbarment). Han kandiderade inte längre i 1994 års kongressval och följande år erkände han sig skyldig till missbruk av offentliga medel och fick en ettårig villkorlig dom.
Durenberger stödde demokraten John Kerry i presidentvalet i USA 2004.